# Этногенез
Этногенез (от греч. ἔθνος, «племя, народ» и γένεσις, «происхождение») — термин в социальных науках, обозначающий процесс формирования этнической группы или нации. Преимущественно применялся советскими учёными, в 1940-1960-е годы в международном научном сообществе по большей части ассоциировался с советской концепцией этногенеза. Термин также использовался в западной исторической археологии, антропологии и некоторых других областях.
В советской и российской антропологии концепция этногенеза опиралась на примордиалистские теории этноса. Теории этногенеза описывали процесс сложения этнической общности (этноса) на базе различных этнических компонентов, в качестве начального этапа этнической истории. Согласно этой концепции, по завершении процесса может происходить включение в сложившийся этнос других ассимилируемых им групп, дробление и выделение новых этнических групп. Теория восходит к работам С. М. Широкогорова, предложившего в 1920-е годы определение этноса в рамках позитивизма и эволюционизма применительно к этнографии. Концепция развивалась в 1970-е и 1980-е годы  Ю. В. Бромлеем и Л. Н. Гумилёвым. Гумилёв описал этногенез как географически детерминированный процесс.
В западной антропологии от понятия этногенеза, связанного с проблематикой эволюционизма, в основном отказались. В XXI веке термин используется редко, например, в судебной практике Канады по вопросам прав коренных народов (2003). Последняя монография по этногенезу вышла в 2008 году.

## История
Термин появился в литературоведении, наиболее раннее упоминание относится к 1873 году: в журнальной статье говорится о сборнике произведений поэта американского Юга Генри Тимрода, который в 1861 году написал оду «Этногенез».
Термин преимущественно применялся советскими учёными, в 1940-1960-е годы в международном научном сообществе по большей части ассоциировался с советской концепцией этногенеза. Термин также использовался в западной исторической археологии, антропологии и некоторых других областях.
В западной антропологии от понятия этногенеза, связанного с проблематикой эволюционизма, в основном отказались. В XXI веке термин используется редко, например, в судебной практике Канады по вопросам прав коренных народов (2003). Последняя монография по этногенезу вышла в 2008 году.

## Исторические типы

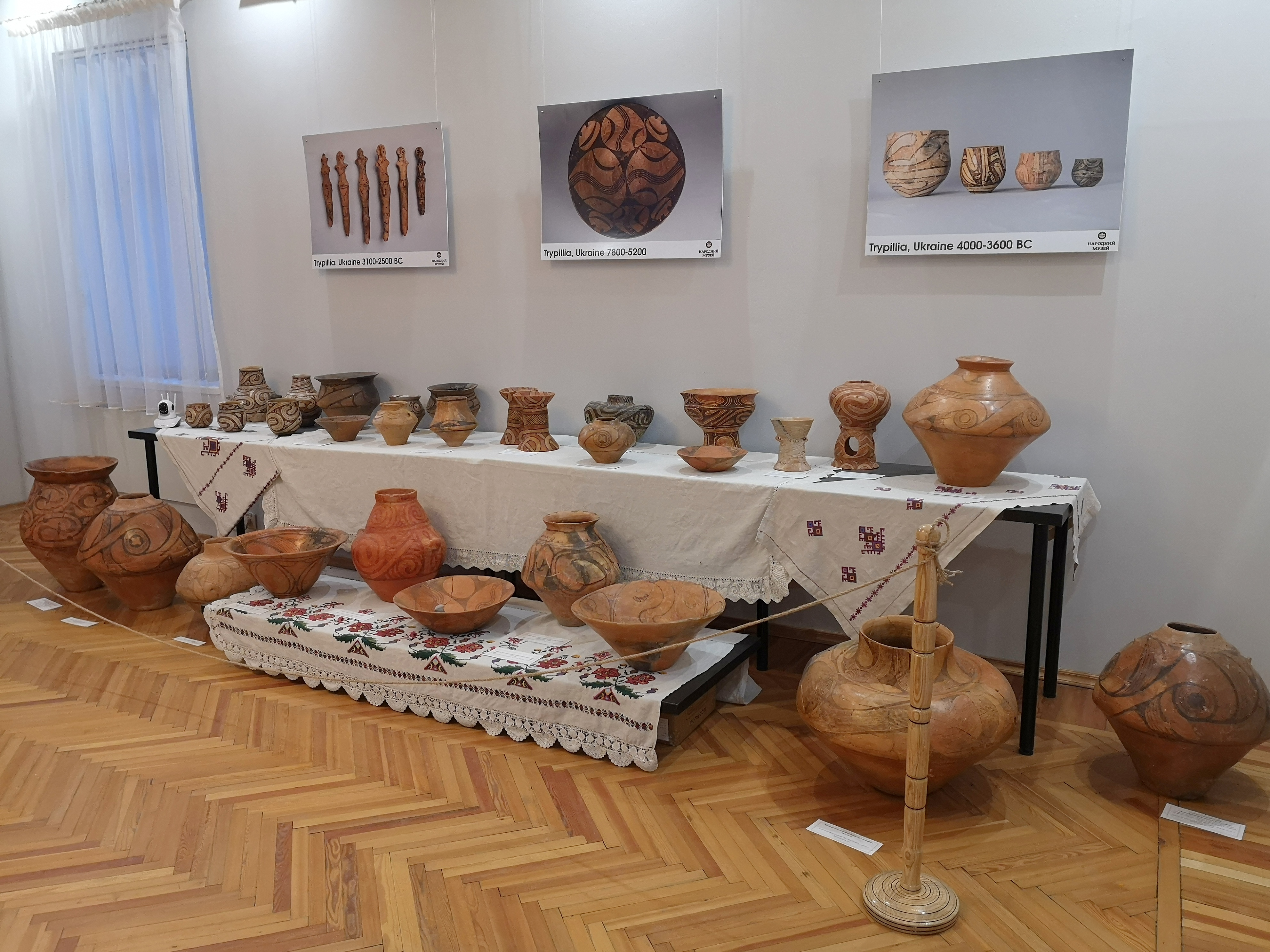
Предметы трипольской культуры, с которой Б. А. Рыбаков связывал этногенез славян. Гипотеза подверглась критике

В этнографии различают один исторический тип этногенеза — этногенез, имевший место в условиях первобытно-общинного и докапиталистического обществ и приведший в раннефеодальный период к образованию народностей.

## Факторы этногенеза
Этногенез как формирование отдельной народности характеризуется консолидацией автохтонных этнических компонентов и включением в процесс этногенеза переселенцев (мигрантов). Консолидация происходит в рамках единого общенационального государства или под началом общей религии, что часто вызвано необходимостью координации действий в ответ на внешний вызов (американцы, немцы, швейцарцы). Иногда процесс консолидации вызван противостоянием близкородственных автохтонных компонентов пришлому населению (латыши). Часто существенным элементом этногенеза является вторжение переселенцев, которые навязывают свой этноним (выражающий этническое самосознание) местному населению, но забывают свой язык (болгары, узбеки, французы), либо навязывают как этноним, так и язык (венгры, турки, арабы). Однако нередки случаи, когда мигранты могут быть сами ассимилированными местным населением (вестготы в Испании).
Помимо языка и этнонима важную роль в формировании народности играет родина, то есть географическая среда, определяющая особенности хозяйственной деятельности и быта, а также формируемых на их основе чертах материальной и духовной культуры. Например, из «лесных» европейских англичан выделились «степные» американцы, вобрав в себя традиции иных (ирландцев) народов. Азербайджанцы имеют смешанное этническое происхождение, состоящее из коренного населения Восточного Закавказья и, возможно, мидян северной Персии, которое было персизированно, а в XI—XIII вв. тюркизированно.
В то же время этногенез является сложным процессом и ни один из элементов не является самодостаточным. Так, для евреев язык не являлся определяющим фактором консолидации (они в разное время использовали иврит, арамейский и идиш), для украинцев, белорусов и эстонцев — необязательным являлся этноним (они могли называть себя русинами, литвинами или maarahvas), а общая родина не всегда приводит к формированию единой народности (например, на Кавказе тысячелетиями сосуществуют сотни народностей).

## В советской и российской науке
В советской и российской антропологии концепция этногенеза опиралась на примордиалистские теории этноса. Теории этногенеза описывали процесс сложения этнической общности (этноса) на базе различных этнических компонентов, в качестве начального этапа этнической истории. Согласно этой концепции, по завершении процесса может происходить включение в сложившийся этнос других ассимилируемых им групп, дробление и выделение новых этнических групп. Теория восходит к работам С. М. Широкогорова, предложившего в 1920-е годы определение этноса в рамках позитивизма и эволюционизма применительно к этнографии. Концепция развивалась в 1970-е и 1980-е годы  Ю. В. Бромлеем и Л. Н. Гумилёвым. Гумилёв описал этногенез как географически детерминированный процесс.
Оригинальная пассионарная теория этногенеза, в которой этногенезом называется вся продолжительность этнической истории, разработана Львом Гумилёвым в работе «Этногенез и биосфера Земли». Она предполагает возникновение этноса вследствие пассионарного толчка и конечность его жизненного цикла, который проходит стадии подъёма, перегрева, надлома, инерции, затухания и перехода в гомеостаз, который может продолжаться сколько угодно долго. Полная продолжительность «жизни» этноса, не прерванной ассимиляцией, уничтожением или новым пассионарным толчком, по Гумилёву, составляет 1200—1500 лет.
В. А. Шнирельман подчёркивает, что пассионарная теория этногенеза не учитывает, что этническая идентичность (этничность) может быть плавающей, ситуационной, символической. Она вовсе не обязательно связана с языковой принадлежностью. Иногда она опирается на религию (кряшены, или крещеные татары), хозяйственную систему (оленные коряки-чавчувены и оседлые коряки-нымылланы), расу (афроамериканцы), историческую традицию (шотландцы). Люди могут менять свою этническую принадлежность, как это происходило в XIX веке на Балканах, где, переходя от сельской жизни к торговле, человек превращался из болгарина в грека, причём языковой фактор не служил этому препятствием, ибо люди хорошо владели обоими языками.

## Комментарии
1. ↑  В старом значении «народ», а не «государство»[1].